# Arimo (Idaho)
Arimo è una città (city) degli Stati Uniti d'America, situata nella contea di Bannock, nello Stato dell'Idaho.